# Nombres de Dios en el judaísmo
Para el judaísmo, el nombre de Dios es más que un título distinguido. Representa la concepción judía de la naturaleza divina, y de la relación de Dios con el pueblo judío. Sobrecogidos por lo sagrado de los nombres de Dios, y como medio de mostrar respeto y reverencia hacia ellos, los escribas de textos sagrados «pausaban antes de copiarlos, y usaban términos de reverencia para mantener oculto el verdadero nombre de Dios».
Los diferentes nombres de Dios en el judaísmo representan a Dios tal y como es conocido, así como los aspectos divinos que se le atribuyen. 
Los nombres de Dios han sido una fuente de controversia entre los eruditos del Tanaj. Algunos han esgrimido la diversidad como prueba de que la Torá es obra de varios autores (véase Pentateuco), mientras que otros declaran que los diferentes aspectos de Dios tienen diferentes nombres, dependiendo del papel que Dios representa en el contexto en el cual se le hace referencia y los aspectos específicos que se quiere acentuar.
Los nombres aquí indicados no son necesariamente bíblicos, pero pertenecen a la tradición judía, como por ejemplo Hashem y Memrá.

## Nombres de Dios

### El tetragrama

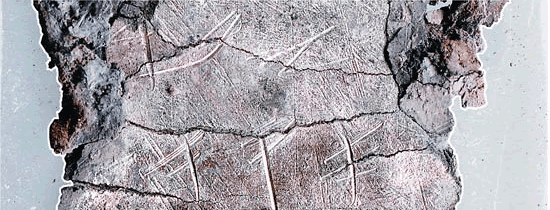
Antigua representación del Tetragrammaton - aprox. 600 a. C. Fragmento de escrito en pergamino de plata con la Bendición Sacerdotal (Números 6:24-26)

El tetragrama en fenicio (1100 a. C. a 300 ec), arameo (hasta el ec) y escritos hebreos modernos

El Tetragrámaton (יהוה) es considerado el nombre de Dios por excelencia, identificándose a así mismo ante Moisés, y ocurre 6828 veces en total en la edición de la Biblia Hebraica Stuttgartensia del texto Masorético. 
Debido a que por mucho tiempo los judíos consideraron una blasfemia pronunciar directamente el nombre de Dios, el Tetragrámaton perdió su vocalización tradicional siendo finalmente sustituido por Adonai.
El Tetragrámaton originalmente en paleo-hebreos (), y luego en hebreo cuadrado (יהוה), se ha encontrado en  registros antiguos de la Septuaginta (traducción del Tanaj al griego) como  יהוה ó Iαω, 
El significado y etimología del Tetragrámaton son de origen desconocido. La tradición judeocristiana por lo general sigue el pasaje  Éxodo 3:14 Yo Soy el que Soy como una interpretación de la naturaleza de Dios. 

#### Pronunciación del Tetragrámaton
Al leer la Sagrada Escritura en la sinagoga el Tetragrámaton se pronuncia como Adonai, si Adonai está al lado del Tetragrámaton, entonces en lugar de decir dos veces Adonai, se pronuncia el Tetragrámaton como Elohim. En la temprana Edad Media (alrededor del siglo VII) los judíos agregaron como contraseña forma de puntos (nequdot) al Tetragrámaton, estos puntos indicaba las vocales con las que se leía el texto, es decir, las de Adonai o de Elohim.
Alrededor del año 1100, los eruditos cristianos pensaron que al Tetragrámaton (Yhvh/Jhvh) había que añadirle las vocales de Adonai y así apareció el nombre híbrido "Jehovah", ampliamente aceptado como pronunciación del Tetragrámaton hasta que se estableció el presente consenso académico casi universal que la pronunciación original debe haber sido "Yah-Weh", hispanizado como "Yavé".
La edición 1960 de la Reina-Valera, a pesar de conservar la ortografía "Jehová" de sus orígenes, informa:

JEHOVÁ. Nombre personal de Dios en el Antiguo Testamento. En el hebreo primitivo, que carecía de vocales escritas, las consonantes son YHVH. Por respeto, dejó de pronunciarse, y en su lugar se leía "Adonay" (el Señor). Para recordar esto al lector, los rabinos le pusieron las vocales e, o y a, sólo como contraseña, cuando inventaron un sistema de vocales escritas para el hebreo. En los medios cristianos empezó a leerse desde fines de la Edad Media con esas vocales y así resultó la forma latinizada "Jehovah", de donde viene "Jehová". Los hebraístas han llegado al acuerdo general de que la pronunciación original debe de haber sido Yahveh.

#### Yah
Yah (en hebreo:יה Yh (escuchar)ⓘ ; en griego: Ια) es el apócope de Yahveh, el Tanaj lo utiliza 50 veces como nombre propio (26 solo y 24 en la expresión «Aleluya»). No puede considerase una forma primitiva que se usara antes de Yahveh. El Tetragrámaton aparece en su forma completa 165 veces en el Génesis; sin embargo, la forma abreviada «Yah» no se encuentra hasta después del Éxodo, a excepción del cántico que aparece en Éxodo 25:2 y como metáfora a Israel [Trono de Yah] en Éxodo 17:16.
En el Nuevo Testamento, «Yah» aparece 4 veces en la expresión «Aleluya» en Apocalipsis 19:1-6.

### Yo Soy
Según la interpretación del Éxodo 3:14 Yo Soy el que Soy, no solo está presente el nombre de Dios, si no también su significado.

Si ellos me preguntaren: ¿Cuál es su nombre?, ¿qué les responderé?. Y respondió Elohim a Moisés: Yo Soy el que Soy. Y dijo: Así dirás a los hijos de Israel: Yo Soy me envió a vosotros.
Éxodo 3:13-14

La frase Yo Soy (en hebreo: אֶהְיֶה‎, romanizado: Ehyeh) se usa como nombre menos sagrado al Tetragramatón. El teólogo cristiano Teodoreto del siglo IV dice: los samaritanos le llaman Iαβε, mientras los judíos Ἀϊά.

#### Dios / Señor
Según la ley del Deuteronomio, está prohibido dañar o destruir el nombre de Dios, así que algunos judíos evitan el nombre y en su lugar escriben  "G-d" o "L-rd" en inglés, "D-os/Di-s" en español, "G’tt" en alemán. La opinión halájica general es que esto sólo se aplica a los nombres sagrados en hebreo, no a otras referencias eufemísticas; Existe una disputa sobre si la palabra "Dios" en inglés u otros idiomas puede borrarse o si la ley judía y/o la costumbre judía prohíbe hacerlo.

## Títulos de Dios
- Adonai

Adonai (אֲדֹנָי) literalmente ‘mi Señor’, o ‘mi Amo’. Está en plural mayestático, así que también podría significar «mi gran Amo», «mi Señor de señores». En el Tanaj cuando se llega al Tetragramatón suele leerse Adonai.
- Adonai Tzidkeinu (en hebreo: אֲדֹנָי צִדְקֵנוּ‎)

Adonai Tzidkeinu significa "Adonai, justicia nuestra" (Jeremías 23:6 y 33:16).
- Adonai Sebaot

Sebaot (צבאות) literalmente ‘ejércitos’. A partir de los Libros de Samuel, el término "Yahveh/Adonai de los ejércitos" aparece cientos de veces a lo largo de los libros proféticos, en los Salmos y en las Crónicas.
- Ēl

En ciertas ocasiones, los israelitas utilizaban la palabra Ēl para referirse a Yahveh, dado que ese era el término genérico con que se denominaba a "Dios” (también en hebreo:הבל el,ilu,il,al "padre de todos los dioses"), quien era el dios supremo que gobernaba el panteon cananeo. En algún momento de Israel, Ēl fue identificado como Yahweh, dejando a Ēl como título "Dios" y Yahweh como nombre propio. 
Ēl era representado con un Toro que simbolizaba el poder y la fuerza. Los términos hacia Ēl (Elyon "supremo", poderoso, fuerte, etc) fueron aplicados a Yahweh. Ēl Yahweh/Yahweh Ēl fueron reinterpretados en algunos casos como el poderoso, el fuerte aunque no es frecuente en la prosa de la Torá para designar a Yahweh.
Ēl se encuentra como parte de los nombres teofóricos más antiguos del hombre (Gen 4:18), así como ismaelitas y edomitas (Gen 25:13,36:43) ejemplo el hijo de ismael (ארבאל). Las combinaciones Ēl-Yahweh también se encuentra en nombres como Joel (יואל Yw-Ēl) o como Elías (אליהו Ēl-Yahw).
- El Bethel

Dios de Bethel, antiguo lugar de culto. Beth El significa "La casa de Dios".
- El Olam

Olam, en hebreo, significa "eterno, tiempo indefinido, mundo, universo", así El-Olam es ‘Dios eterno’ o ‘Dios de la eternidad’.
- El Roi

‘Dios me ve’ o ‘Dios cuida de mí’.
- El Shalom

Dios de paz.
- El Shofet Kol Haaretz

‘Dios que juzga a toda la Tierra’.[cita requerida]
- El Shaddai

El Shaddai (אל שדי) generalmente se traduce como "Dios omnipotente", aunque según diversos expertos, la traducción más acertada y literal es " Ēl de la montaña o del desierto". Según Éxodo 6:2-3 así conocían a Yahveh los patriarcas Abraham, Isaac y Jacob.
Gen 17:1 Tenía Abraham la edad de noventa y nueve años, cuando se le apareció Yahveh  y le dijo: Yo soy El Shaddai; anda delante de mí y sé perfecto.
Gen 35:11 También le dijo Elohim: Yo soy El Shaddai: crece y multiplícate; una nación y un conjunto de naciones procederán de ti, y reyes saldrán de tus lomos.
- El Elyon

El nombre divino אל עליון o simplemente עליון, a menudo traducido como "Dios Altísimo", significa Supremo/Elevado/Exaltar y se usa también fuera de la esfera de la revelación, por ejemplo en boca de Melquisedec, el sacerdote y rey jebuseo de Génesis 14:18 en su encuentro con Abraham ("Entonces Melquisedec, rey de Salem y sacerdote de El Elyon, sacó pan y vino").
- Eloah

Eloah (אלוח) palabra hebrea que significa "Dios" siendo su plural Elohim.
Según Fleisher en, Elohah proviene de la raíz árabe Aliha, que significa stupuit, pavore perculusus fuit, esto es, “sorprendido y golpeado por el pavor” y no debe confundirse con alaha, dar honor. Encontramos por tanto un parentesco con el árabe Allah, nombre que se usa en el islam para designar a Dios.
- Elohim

Nos encontramos ante un plural muy especial, un plural que se usa unido a un singular, salvo algunas excepciones que se pueden explicar por el contexto de los pasajes como Ex 32:4,8, 1Sam 4:8, 1Reyes 12:28.
La mejor explicación a este plural según Dietrich es tratarlo como un plural cuantitativo, que es usado para denotar la ilimitada grandeza en el שמים (cielo) y מים (agua).
El plural Elohim אלהים es peculiar en la Torah; Ya que se refiere al Elohim Yahveh, como a otros dioses del panteón cananeo o egipcio. Es a lo largo de la Torah el nombre genérico de Dios y de hecho es usado con especial énfasis en los salmos Elohísticos, llamados así por su uso. Es usado una vez para nombrar una manifestación supernatural de terror en 1.ª de Samuel 28:13, por lo que también hace referencia a los espíritus o cosas sobrenaturales.   
- El Eterno. Bendito sea.

Dios Eterno.
- Hashem

Hashem (en hebreo: השם "El Nombre") Desde la antigüedad, al leerse el Tanaj, el Tetragranatón fue pronunciado como Adonai o Elohim, dando como resultado que tanto Adonai como Elohim fueran tratados de manera muy especial. Los judíos ortodoxos usan HaShem para así referirse a Dios y evitar los nombre sagrados. El judaísmo rabínico afirmar que el único nombre que identifica realmente a Dios es aquel que ni siquiera lo nombra.  
- Jehová

Jehová es una latinización de la combinación entre el nombre יהוה (Tetragrámaton) y las vocales de la palabra hebrea Adonai, combinación que aparece unas siete mil veces en el texto masorético de la Biblia hebrea, mientras que la combinación del mismo nombre יהוה con las vocales de la palabra hebrea Elohim, ocurre en el texto masorético trescientas cinco veces.
- Shejiná

La Shejiná (en hebreo: שכינה ‘presencia de Dios’ o su manifestación). Es un substantivo femenino hebreo y arameo, que procede del verbo ‘residir’, ‘habitar’ o ‘morar’ y significa que Dios habita entre su pueblo. Por lo tanto es ‘Dios para nosotros’ o lo que podemos conocer de Dios, lo que Él nos manifiesta. Se usa cuando Dios se manifiesta físicamente (Levítico 16:2, Éxodo 13:21-22), aunque en el hebreo contemporáneo a partir de la parte final de Isaías 63:10
- Memrá

Memrá es un substantivo hebreo y arameo que procede de la raíz ימר y significa 'Palabra'. En el Targum, especialmente en los Targumes del Pentateuco y Profetas (Isaías), aparece como un apelativo o atributo divino, con carácter o apariencias "personalísticas", como 'Shejiná', o 'Ruaj HaKodesh'. Donde el texto bíblico (masorético) dice Dios, (Elohim, o Yahvéh), el Targum dice "El Memrá de Yahveh". Ejemplo: Donde el texto bíblico de Gn 1,3 dice:  Dijo Dios "Haya luz", y hubo luz , el Targum Neófiti dice: “Y dijo la Palabra ("Memrá") de Yahweh: Haya luz; y hubo luz según la orden de su Palabra ("Memrá"). (Domingo Muñoz León: Dios Palabra. Memrá en los Targumim del Pentateuco. Granada 1974 )  
- Sar Shalom. Príncipe de paz.
- El Santo. Bendito sea.

También en la frase "HaKadosh Baruj Hu": "El Santo Bendito es (o sea) Él.
- Otros nombres

"Admirable Consejero, Dios Fuerte, Padre Eterno, Príncipe de Paz". Isaías.